# Woman's Era
The Woman's Era foi o primeiro jornal nacional publicado por e para mulheres afro-americanas nos Estados Unidos. Originalmente estabelecido como um jornal mensal de Boston, tornou-se distribuído nacionalmente em 1894 e funcionou até janeiro de 1897, com Josephine St. Pierre Ruffin como editora e editora. The Woman's Era desempenhou um papel importante no movimento nacional de clubes de mulheres afro-americanas.